# 克內扎島
65°21′28″S 65°22′02″W / 65.35778°S 65.36722°W
克內扎島（Knezha Island），是南極洲的島嶼，處於特蘭德爾島西北面4.53公里、里布尼克島西北面0.78公里和巴代爾岩東南面2.62公里，屬於比斯科群島中皮特群島的一部分，長0.9公里、寬0.88公里，以保加利亞北部鄉鎮命名，現時由南極條約體系管理。